# Dabo Boukary
Dabo Boukary est un syndicaliste burkinabé tué en mai 1990 à la suite de la répression d'une grève étudiante sous le régime de Blaise Compaoré au Burkina Faso.

## Biographie

### Enfance et formation
Né le 30 décembre 1956 à Arouema dans la province du Sanmatenga, Dabo Boukary est le benjamin d’une famille de cinq enfants.
En 1971, après l'obtention de son certificat d'études primaire CEP à l'école primaire de Dano dans la région du Sud-ouest, Dabo Boukary poursuit ses études secondaires au collège Pierre Kula de Diébougou où il obtient son Brevet d'études du premier cycle (BEPC).
En 1978, il décroche son baccalauréat au Collège Tounouma de Bobo-Dioulasso et entre à l'université de Ouagadougou, actuelle université Joseph Ki-Zerbo. Exclu de l'université de Ouagadougou avec d'autres étudiants, il va s'inscrire à l'université de Niamey au Niger.
En 1983, il est de nouveau exclu pour avoir participé à des grèves aux côtés d'étudiants nigériens. Pour l'année 1984-1985, il part au Togo où il s'inscrit à l'université du Bénin, actuelle université de Lomé. Mais, les conditions de vie difficiles l'obligent à rentrer au Burkina Faso. Il s'inscrit à nouveau à l'École supérieure des Sciences de la Santé (E.S.S.SA). Il était en 7e année de médecine lors de son décès, ,.

### Engagement syndical
Durant son parcours, Dabo Boukary a milité au sein de plusieurs associations estudiantines notamment l’Association des Étudiants Voltaïque à Niamey (AEVN) et l’Association des Étudiants Voltaïques au Benin (AEVB) toutes deux sections de l’Union Générale des Étudiants Voltaïques (UGEV) devenu UGEB en août 1985. A son retour au pays, il s’engage de nouveau dans la section nationale de l’UGEB, l’Association Nationale des Étudiants Burkinabè (ANEB) ex Association des Étudiants Voltaïques de Ouagadougou (AEVO) qu’il avait côtoyée avant d’être exclu de l’Université de Ouagadougou en 1978-1979. Il est mort en tant que membre de l’ANEB en 1990.

### Circonstances de la mort
En 1990, les étudiants burkinabè ont entamé une grande grève pour réclamer de meilleures conditions de vie et d'études sous le régime du président Blaise Compaoré. Dabo et d'autres étudiants vont être arrêtés le lendemain des manifestations par des hommes du régiment de sécurité présidentielle le 16 mai 1990. Ils ont été emmenés au Conseil de l'entente, Quartier Général de l'armée, où Dabo Boukary a été torturé à mort. D'autres étudiants arrêtés ont été enrôlés de force dans l'armée . Il serait enterré à Pô, à 147 km au sud de Ouagadougou,,,,,.

## Procès Dabo Bakary
Longtemps attendu, le procès de Dabo Boukary s'est ouvert le lundi 19 septembre 2022 à Ouagadougou, 32 ans après son assassinat. Gilbert Diendéré, Moussa Bamba et Magloire Victor Yougbaré sont les principaux accusés. Gilbert Diendéré est condamné à 20 ans de prison pour ce meurtre,,,.